# Infantesa

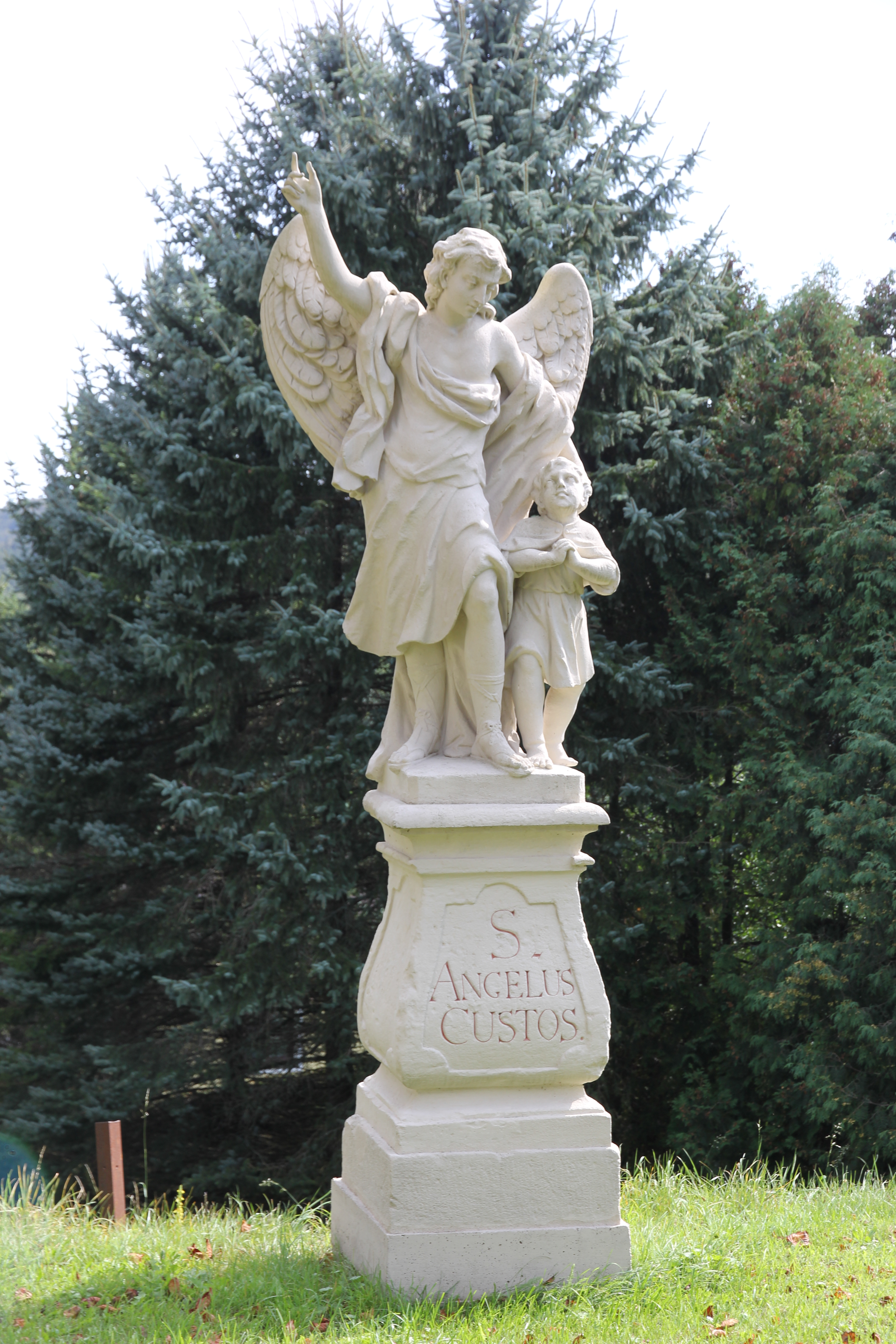
Estàtua que representa un infant amb l'Àngel de la Guarda

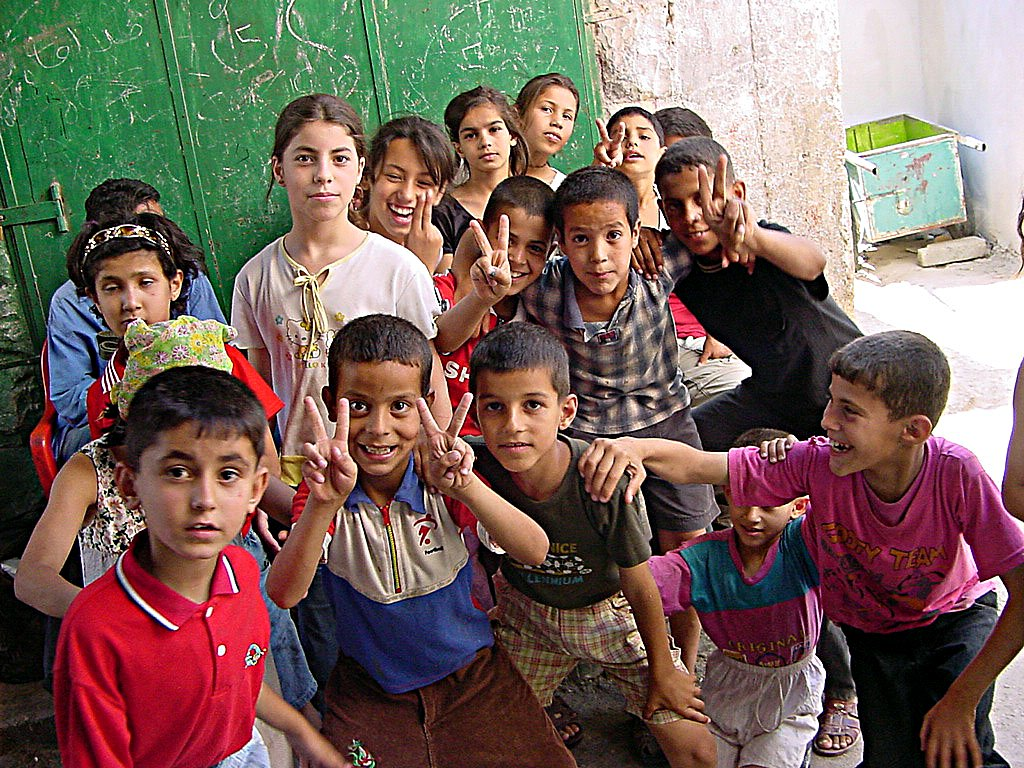
Grup d'infants palestins a Jenín

La infantesa (o infància) és el primer període de la vida humana i acaba amb l'adolescència, tot i que els hàbits culturals moderns, que allarguen la joventut, han fet sorgir una subetapa anomenada preadolescència. Els límits cronològics en són variables, però acostuma a considerar-se que dura fins als 12 anys.
És una etapa en què la persona ha de gaudir d'especial protecció, com es reflecteix en la Convenció sobre els drets de l'infant. Tot i això, aquesta concepció no és universal ni ha existit sempre en la història, com ho prova el fet del treball infantil, la manca de referències al desenvolupament i especificitat dels nens i nenes en l'antiguitat. De fet, la paraula "infant" (el que no parla) és una prova evident del caràcter que se li atribuïa, una persona que no era adulta, que estava a mig fer.
En la infantesa la persona forja les bases de la seva personalitat i desenvolupa les capacitats intel·lectuals bàsiques, per això és fonamental que l'infant compti amb un entorn que li garanteixi afecte, cura física i una bona educació (en el sistema formal aquesta és proporcionada pel preescolar i l'educació primària).

## Desenvolupament de la infantesa

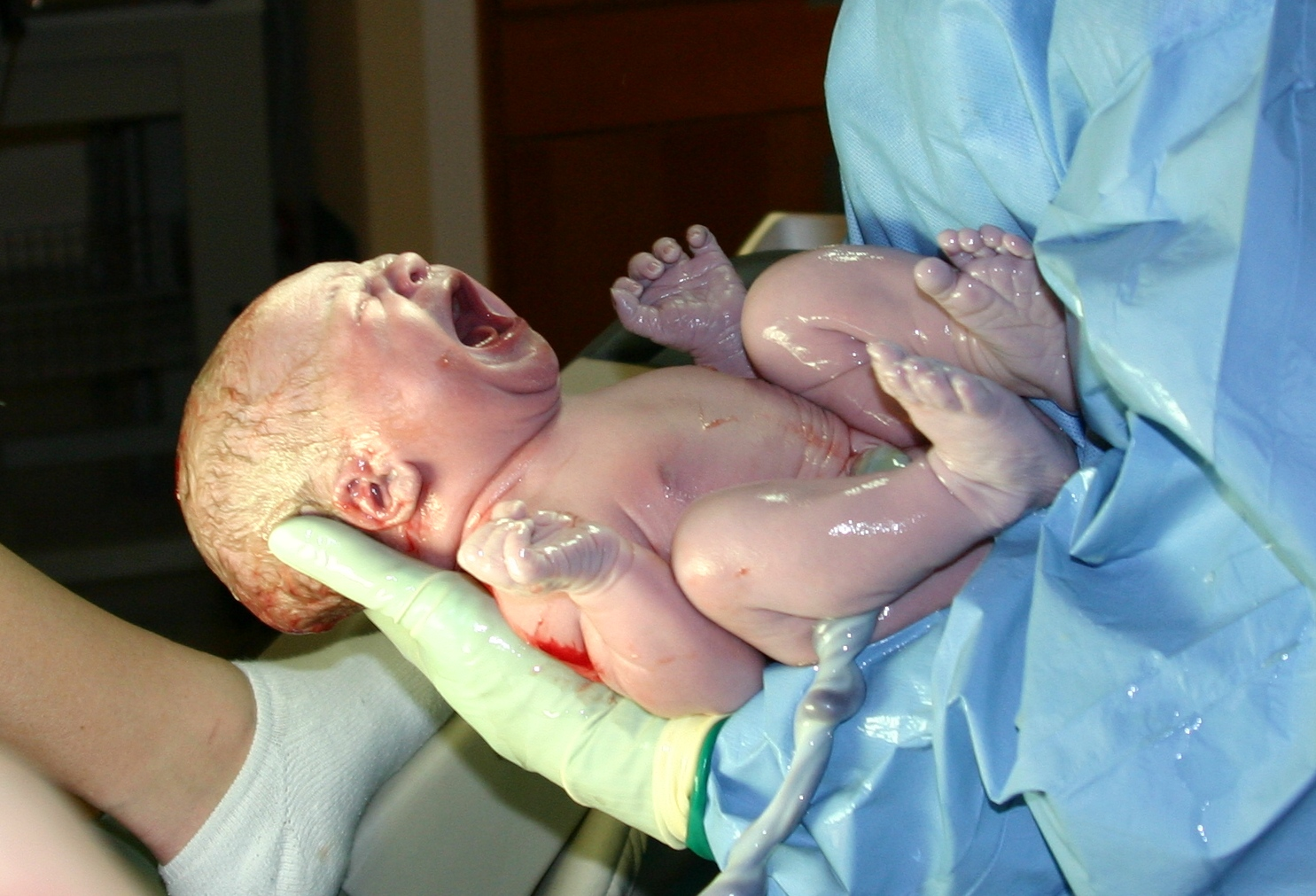
El nounat

El desenvolupament de la infantesa és l'estudi dels processos i els mecanismes que acompanyen el desenvolupament físic i mental d'un infant mentre arriba a la maduresa.
La pediatria és la branca de la medicina referent a la cura de nens i nenes de la infància i adolescència, i de vegades fins i tot d'adults joves (edats 0-21 anys).
Aquestes escales d'edats són aproximades, i poden variar segons la cultura. La llista següent reflecteix el concepte del desenvolupament de l'infant en el segle xxi:
- Zigot, el punt de la concepció, fertilització.
- Embrió, és l'última fase o preparació del naixement.
- Nounat, és el primer mes fora de la matriu.
- Nadó (bebè) (edats 0 - 1,5).
- Nen o nena (edats 1,5 - 4).
- Infantesa mitjana - edat de l'escola primària (edats 5 - 10).
- Prepubertat, un subconjunt de l'anterior (edats 10 - 11, aproximadament).
- Preadolescència, edat d'escola mitjana (edat 11, aproximadament).
- Adolescència i pubertat (12-19).

### Etapes de desenvolupament

#### Naixement i primers mesos
Una vegada han passat nou mesos de gestació, i si l'embaràs ha resultat normal, l'embrió humà ja és prou desenvolupat per a sobreviure per si sol, en aquest moment es produeix el part i el naixement de la criatura. Un part normal es desenvolupa en tres etapes: el treball de part, amb una durada d'entre dues i divuit hores aproximadament; el part pròpiament dit, que dura d'entre quinze minuts a dues hores, i l'expulsió de les secundines (placenta), que té una durada d'uns vint minuts.
En aquest moment, el nounat s'independitza de la mare i aquest ha de ser capaç de dur a terme una gran adaptació al nou entorn ràpidament. Les funcions que exercia la mare per a ell (respiratòria, circulatòria, digestiva i de regulació de la temperatura) les ha de fer el nadó.
Als primers segons de néixer el nadó ja ha de respirar pel seu compte, fet que provoca un canvi fonamental en l'aparell circulatori: la sang ja no es desplaça cap a la placenta materna, sinó que ho fa cap als pulmons del nounat. Els nutrients a partir d'aquest moment arribaran per la llet, i l'aparell digestiu començarà a funcionar per primera vegada. El nadó ja no estarà sempre a una temperatura constant de trenta-sis graus i mig, sinó que haurà d'adaptar-se a l'ambient, per això serà necessari que el sistema de regulació de la temperatura es posi en marxa. Tots aquests canvis els realitza el nadó en els primers dies de vida.

##### Estats de nadó
En els primers dies de vida el nadó sol restar en els següents 6 estats:
1. Son irregular: estat en el qual el nadó dorm, però no és un son profund, ja que a vegades té els ulls mig oberts.
2. Son regular, en aquest cas el nadó dorm profundament.
3. Estat de somnolència, en el qual el nin està mig despert, mig adormit.
4. Estat d'alerta inactiva: el nadó és absolutament despert, però resta molt quiet, sense cap tipus d'activitat.
5. Estat d'alerta activa: el nadó està despert i manté una intensa activitat física: moviment de braços, cames, ulls, etc.
6. Els plors: és sens dubte l'eina de comunicació del nadó amb l'entorn, aquest plora quan té algun problema o necessitat (té gana, s'ha fet pipí o caca, té algun tipus de mal, etc). Cadascuna d'aquestes situacions dona lloc a un tipus de plor diferent, tot i que aquests solen ser difícils de distingir.

D'aquests estats, el més habitual és el de son, sigui regular o no, i el menys habitual és el de plors.

##### El creixement físic
El creixement de l'embrió durant el tercer trimestre de gestació (quan es prepara per al naixement) s'accelera de manera molt notable. Aquest creixement continua a una gran velocitat durant els primers anys de vida, però especialment en el primer. Aquest creixement físic permetrà al nadó desenvolupar la motricitat i, per tant, l'exploració de l'ambient, la qual -d'altra banda- és imprescindible per al desenvolupament cognitiu.
Aquest creixement físic està preprogramat genèticament, i en els gens d'una persona ja és present la informació que ens diu, aproximadament i dins uns marges, quines seran les característiques físiques de la persona com, per exemple, la seva alçada. No obstant això, si l'ambient (l'alimentació, la higiene, les condicions sanitàries, les malalties de causa externa, etc.) no és adient, el creixement físic es pot restringir, mentre que si aquest és molt bo, pot augmentar.
El creixement i el desenvolupament psicomotor dels nadons ve determinat per dues lleis fonamentals:
- Llei proximodistal: el creixement i el control del cos s'assolirà seguint un ordre que va des d'un eix central imaginari, que divideix el cos en dues meitats longitudinalment, cap a la perifèria. És a dir, el nin dominarà i controlarà abans les articulacions de l'espatlla que les del canell. (El creixement dins l'úter matern també ha seguit aquest ordre.)
- Llei cefalocaudal: el domini psicomotor i del creixement té lloc des del cap fins als peus, de tal forma que el nin serà capaç de controlar i dominar el cap abans de poder mantenir el tronc dret o de poder manipular objectes amb les mans. Des del punt de vista del creixement, aquesta és la causa per la qual el cap del nadó és molt més gros que la resta del cos (proporcionalment).

##### El desenvolupament del cervell
El creixement del cervell està totalment relacionat amb l'evolució del nadó, i és especialment ràpid i complex durant els dos primers anys de vida. En el moment de néixer el cervell té aproximadament un 25% de la mida i del pes del d'un adult, cap al primer any ja té, aproximadament, el 50 per cent, i als dos anys ja té el 75 per cent.
Temporalment, la primera àrea del cervell que madura és l'àrea motriu, seguida per les sensorials, tot seguint aquest ordre: tacte, visió i oïda; posteriorment la maduració avança cap a àrees més específiques que permeten l'aparició de moltes funcions psicològiques més concretes, com ara el llenguatge. La maduració del cervell comença en les capes més internes i s'expandeix cap a les capes més externes (còrtex); durant els dos primers anys de vida, el còrtex es desenvolupa ràpidament, i provoca que les conductes del nadó es comencin a tornar voluntàries a partir dels tres o quatre mesos de vida. Aquesta maduració i creixement permet que entre el primer i segon any de vida es comenci a dominar el llenguatge i les funcions simbòliques. Si bé, cal dir, que també estan relacionats amb l'experiència de l'infant.
A partir dels dos anys, el desenvolupament cerebral continua tot centrant-se en l'establiment de connexions entre neurones i l'augment de la velocitat dels impulsos elèctrics, així com en la integració de l'activitat cortical. Aquesta maduració permet que puguin aparèixer processos nous i conductes més complexes, com ara l'atenció i un millor llenguatge i domini del cos. Tota aquesta maduració continua durant la infància i alguns aspectes fins a l'adolescència.

#### Desenvolupament físic i psicomotor fins als dos anys
Després del naixement, el creixement continua de manera ràpida durant els dos o tres primers anys de vida. Com a mitjana, un nadó fa uns 49 cm d'alçada (49 cm les nenes i 50 cm els nens, i es considera dins la normalitat el rang comprés entre 45 cm i 53 cm), a l'any ha de passar a fer uns 74 cm, als dos anys 84 cm, i als tres, 93 cm. En relació amb el pes, el nadó fa una mitjana de 3,5 kg (3,5 en el cas dels nens i 3,250 kg les nenes, tot i que el grau d'oscil·lació d'aquest és força ampli, i es considera dins la normalitat el rang comprés entre 2.500 g i 4.000 g); a l'any fa uns 9,4 kg, als dos anys fa 12 kg, i als tres anys, 13,7 kg. A partir d'aquest moment, l'augment de pes i d'alçada es torna molt més lent.
La consecució del desenvolupament psicomotor permet el desenvolupament físic i psicològic posterior. Moltes de les fites del desenvolupament intel·lectual tenen lloc amb més dificultat, algunes fins i tot no s'assoleixen, si l'infant no pot explorar l'ambient. Per poder dur a terme aquesta exploració és imprescindible el desenvolupament motor. Aquest desenvolupament segueix les lleis, anteriorment esmentades, cefalocaudal i proximodistal; i es pot dividir en dues categories generals: el domini dels grans moviments corporals (control sobre la locomoció i la postura. Implica el control sobre els moviments dels braços, cames, tronc i cap que ens permeten la locomoció. Però també ens permet el control sobre una sèrie de postures habituals en la nostra espècie, com per exemple, estar drets, estar asseguts, etc.), i el domini dels moviments corporals més precisos (psicomotricitat fina), que suposa el control sobre les habilitats necessàries per utilitzar les mans com a instruments de precisió i, per tant, poder fer activitats com: menjar, escriure, retallar, etc.
Desenvolupament motor
| Edat    | Acció                              | Edat     | Acció                   |
| ------- | ---------------------------------- | -------- | ----------------------- |
| 0 mesos | Posició fetal (de bocaterrosa)     | 8 mesos  | Se sosté dret amb ajuda |
| 1 mesos | Aixeca la barbeta (de bocaterrosa) | 9 mesos  | S'aguanta recolzat      |
| 2 mesos | Aixeca el tòrax (de bocaterrosa)   | 10 mesos | Gateig                  |
| 3 mesos | Intenta agafar objectes            | 11 mesos | Camina amb ajuda        |
| 4 mesos | S'asseu amb ajuda                  | 12 mesos | Es manté dret agafat    |
| 5 mesos | Pot agafar objectes                | 13 mesos | S'enfila per l'escala   |
| 6 mesos | Agafa objectes oscil·lants         | 14 mesos | Es manté dret sol       |
| 7 mesos | S'asseu sol                        | 15 mesos | Camina                  |

#### Desenvolupament físic i psicomotor dels dos als sis anys
En el nen i nena majors de dos anys el creixement del cos continua a una velocitat gran, continuant l'augment de pes i de mida, si bé d'una manera menor que en l'etapa anterior. Com ja hem indicat abans, el desenvolupament del cervell en aquesta etapa se centra en l'establiment de connexions entre neurones i l'augment de la velocitat dels impulsos elèctrics i la integració de l'activitat cortical, fent possible l'aparició de conductes motrius més complexes. L'infant domina cada vegada amb més facilitat el cos, i ho fa amb un autocontrol cada cop major. Tot i que la velocitat d'adquisició d'aquests nous aspectes del domini psicomotor és més lenta que en l'etapa anterior, els canvis són molt importants. Els moviments del nen s'afinen cada cop més, i les seves accions són molt més precises a causa de l'autocontrol que ha aparegut.
Seguint la llei cefalocaudal, l'infant traspassa el bon domini que ja té dels braços a les cames, amb les quals cada vegada podrà fer moviments més precisos, especialment aquells grans moviments relacionats amb aspectes complexos de la marxa, per exemple, el nin serà capaç d'aprendre a córrer més coordinadament i amb més equilibri, accelerar, frenar, botar, pujar i baixar escales sense dificultat, etc.
Seguint la llei proximodistal, també millora d'una manera molt important en l'infant el control sobre els moviments fins i precisos de la mà (canell i dits); per exemple, el nin comença a dominar els moviments necessaris per agafar un llapis i començar a dibuixar, i una mica més tard, a escriure, retallar paper amb tisores, etc.
En aquesta època té lloc també la lateralització de la mà, el peu, i l'ull. La majoria dels nens i nenes tindran una lateralització dretana, altres, una d'esquerrana, i finalment, alguns pocs la tindran mixta, i normalment els infants han d'estar plenament lateralitzats als cinc o sis anys.
Aquesta millora del domini psicomotor no té tan sols a veure amb el que és físic, sinó també amb el que és psicològic. És a partir dels dos o tres anys quan comença, gràcies a l'aparició de la funció simbòlica, a sorgir el domini de l'esquema corporal (la representació mental que tenim del nostre propi cos). El domini de l'esquema corporal és totalment necessari per poder realitzar moviments complexos. Aquesta representació mental del cos en moviment no es construeix i apareix de cop. Al contrari, és una construcció molt lenta que requereix, d'una manera molt important, l'aprenentatge mitjançant l'experiència amb el món físic i el món social.
L'infant des de petit manipula constantment l'ambient i s'hi mou aprenent el comportament físic del seu cos en situacions de moviment. Tanmateix, aquesta representació requereix, per al seu desenvolupament, experiències socials. L'infant, abans de poder observar com a propis els seus moviments a l'espai, és capaç d'observar els d'altres. A poc a poc aprendrà a reconèixer el seu cos com a propi i compararà els seus moviments amb els d'aquelles persones que fins ara havia observat.
Aquesta construcció del jo corporal està ja molt reeixida als cinc anys, quan el nin comença a entendre conceptes com dalt, baix, davant, darrere, dreta, esquerra, etc. Però, fins als dotze anys no culmina del tot el domini de l'esquema corporal.
Aquest conjunt de processos -autocontrol, lateralitat i aparició de l'esquema corporal- permeten el que es denomina «domini psicomotor»: es produeixen de manera conjunta i continuada provocant major control i precisió dels moviments del cos.
Un altre dels aspectes que cal destacar és l'aparició de la segmentació. L'infant serà cada vegada més capaç de controlar per separat cada segment motor, mentre que els restants resten immòbils. Per això, podrà fer moviments precisos en els quals cal que només es posi en marxa un nombre molt petit de músculs, com ara enfilar grans amb una mà mentre amb l'altra aguanta el fil. Aquest procés no funcionarà totalment fins als set anys.
Un altre procés important és el de coordinació, que és d'efecte contrari al de segmentació. L'infant aprèn a coordinar una sèrie de grups musculars per fer moviments complexos. El to muscular serà controlat directament per l'infant, de tal manera que aplicarà la força necessària per a cada moviment.
D'altra banda, l'infant aprèn a controlar la respiració, amb la qual cosa guanya en resistència.
També desenvolupa, cada vegada més, un millor equilibri.

#### El desenvolupament més enllà dels sis anys
Totes aquestes capacitats psicomotores continuen desenvolupant-se i millorant fins després de l'adolescència, però les fites cabdals ja s'han assolit. A partir d'ara les capacitats aniran millorant a poc a poc i més lentament. En aquesta etapa, el desenvolupament se centra en la musculatura i en les articulacions, així com en els nervis que les controlen. La maduració encefàlica és també un punt a tenir en compte. No obstant això, tots aquests aspectes físics variaran de forma més important en l'adolescència.

## Creixement

### La maduració òssia i muscular
La maduració òssia dels infants es basa en dos aspectes:
- L'enduriment dels ossos:

Els ossos del nounat sorgeixen després de la mineralització i enduriment del teixit cartilaginós iniciat durant la gestació, continua en la infància, fins a arribar a l'adolescència. A mesura que l'infant va madurant, els ossos s'aniran endurint gràcies a l'aportació de minerals com el calci.
- El canvi que es produeix en la curvatura espinal:

El canvi de la curvatura espinal permetrà a l'infant adoptar una posició que li facilitarà poder mantenir-se alçat i caminar. Inicialment la curvatura espinal del nadó està adaptada a la posició fetal (no vàlida per a caminar).
El desenvolupament muscular durant el primer any segueix la llei proximodistal: primer es desenvoluparà la musculatura del centre del cos i després la musculatura s'anirà desplaçant cap a les extremitats superiors i inferiors. El teixit muscular anirà substituint a poc a poc el teixit adipós.

#### Desenvolupament de la dentició
En el desenvolupament de la dentició és una de les primeres manifestacions externes que produeix la maduració òssia. El nounat quan neix no té cap dent. La dentadura de l'infant es compon de 20 peces que sortiran progressivament. Aquesta dentició anomenada de llet és temporal i amb el temps s'anirà substituint per les dents definitives.
- Primera dentició (dents de llet):[6]
  - Entre els 6 i 12 mesos: apareixen les 8 peces incisives (nombre de peces total: 8).
  - Entre els 12 i 18 mesos: apareixen les 4 primeres peces premolars (nombre de peces total: 12).
  - Entre els 24 i 30 mesos: apareixen les 4 peces canines (nombre de peces total: 16).
  - Entre els 18 i 24 mesos: apareixen les 4 segones peces premolars (nombre de peces total: 20).

Al voltant del sisè any de vida el nen o nena anirà substituint aquesta primera dentició de llet, mitjançant la pèrdua gradual de les peces que la formen. Aquesta dentició serà substituïda per la segona dentició (o definitiva), la qual és composta per 32 peces.
El desenvolupament de la dentició permet a l'infant ampliar la varietat d'aliments, ja que gràcies a l'aparició d'aquesta l'infant és capaç de mastegar gairebé qualsevol aliment.

### L'aparell cardiocirculatori
La freqüència cardíaca del nadó es troba al voltant de 140 a 150 pulsacions per minut. A mesura que l'infant vagi creixent aquesta freqüència cardíaca disminuirà progressivament: al final del primer any de vida tindrà al voltant de 120 pulsacions per minut, fins a unes 70 o 80 pulsacions per minut en arribar a l'edat adulta.
També apareixen modificacions en la sang. El nombre de glòbuls vermells disminueix en els primers mesos de vida. Inicialment és més elevat per la menor quantitat d'oxigen que hi ha dins l'úter matern. També s'aprecia una disminució en el nombre dels glòbuls blancs, que disminueixen fins a la meitat del valor que es té en el moment de néixer.
Un tret freqüent en el moment del naixement és que el nadó presenti un buf al cor, perquè durant el període fetal alguns conductes i orificis no es van tancar correctament. Aquesta petita alteració normalment es resol espontàniament i no sol donar problemes al llarg de la vida de l'infant.

### L'aparell respiratori
En un infant, la freqüència respiratòria és més elevada que la d'un adult, aquesta se situa entre unes 40 a 50 respiracions per minut. Dita freqüència va disminuint progressivament i cap a dos anys sol ser de 20 a 30 respiracions per minut. En un principi la respiració és abdominal, atès que la part dels pulmons inicialment es troba més madura. A mesura que va creixent la resta de l'aparell respiratori, la respiració es tornarà toracicoabdominal. Els alvèols pulmonars quedaran formats aproximadament cap als tres mesos.

### El sistema immunològic
El sistema immunològic del nadó, durant els cinc primers mesos, depèn fortament del de la mare, ja que encara no té la capacitat per si sol de fabricar anticossos i funciona amb els antígens que li ha transmès la mare. El sistema immunològic de l'infant no desenvolupa la capacitat de generar antígens fins al voltant dels 8 mesos de vida.

### L'aparell digestiu
Inicialment l'aparell digestiu està preparat per a la ingestió de llet.
L'estómac va creixent progressivament. En el naixement la seva capacitat és inferior a 100 cc, però en finalitzar el primer any n'és quasi de 300 cc.
La immaduresa funcional de l'aparell digestiu que presenta l'infant després de néixer li pot provocar durant els primers mesos de vida dolors i molèsties, com ara còlics, regurgitacions, singlot i deposicions freqüents.
També durant el primer any de vida el fetge assolirà la seva funcionalitat.

### El sistema renal i excretor
El sistema renal i excretor funciona des del moment de néixer, però no serà fins als dos anys que tindrà una funcionalitat plena. A mesura que l'infant va creixent i pren aliments més sòlids, les deposicions es tornen més consistents i el nombre disminueix fins a arribar a una o dues diàries al primer any. A partir del segon any l'infant pot començar a tenir un control voluntari dels esfínters.

### L'aparell genital
Durant la infantesa, els òrgans genitals estan formats però molt poc desenvolupats. Serà quan l'infant anirà creixent que aquests òrgans s'aniran desenvolupant. En el període de la pubertat serà quan els canvis seran més significatius.

### El sistema nerviós motor
El desenvolupament motor està estretament lligat al desenvolupament del sistema nerviós i muscular. Inicialment els moviments són actes reflexos i involuntaris. Amb la maduració del sistema neuromotor els moviments es tornen intencionats i automàtics.
- Principals reflexos nerviosos del nadó:
  - El reflex respiratori: es produeix en el moment de néixer quan entra per primera vegada aire als pulmons i el que fa és activar el procés de respiració del nadó.
  - El reflex de succió: es produeix un moviment de succió si posem en contacte amb els llavis del nadó un objecte qualsevol. Desapareix entre els tres i quatre mesos i dona pas a la capacitat motora de la masticació.
  - El reflex dels punts cardinals: si estimulem suaument els voltants dels llavis amb algun objecte, el nadó realitzarà un moviment amb el cap seguint la direcció del punt estimulat.
  - El reflex de Grasping o prensió palmar i plantar: si estimulem el palmell de la mà o del peu amb un dit o un objecte, la reacció que tindrà el nadó serà la de flexionar i prémer els peus o els dits.
  - El reflex de redreçament del cap: l'infant posat de bocaterrosa aixeca el cap, el manté recte un moment i després el deixa caure. Aquest reflex desapareix cap als sis mesos quan té la capacitat d'aguantar el cap.
  - El reflex de redreçament estàtic: si apliquem una pressió a la planta dels peus, el nadó respon estirant les extremitats inferiors.
  - El reflex de marxa automàtica: es produeix quan subjectem l'infant per sota els braços dret i inclinat cap endavant i recolzant-li els peus sobre una superfície plana, aleshores es produirà un moviment de les cames i dels peus semblant a l'acció de caminar.
  - El reflex de Babinski: és un moviment del peu cap a dins, obrint els dits, produït quan toquem la planta del peu del nadó.
  - El reflex de Moro: el nadó separarà bruscament els braços i els tornarà a col·locar en la posició que estava si es canvia bruscament la seva posició o sent un cop fort.
  - El reflex del badall: indica la fatiga del nadó provocant un badall. Aquest reflex no desapareix.

## La interacció amb l'entorn
Durant el primer mes de vida, el nadó reacciona a la parla de la mare tot mirant-la. Cap als dos mesos amplia el camp de visió i segueix el moviment de les persones que són a prop. Augmenta la seva interacció amb l'entorn tot somrient quan alguna persona se'l mira o li parla. Als sis mesos el nadó comença a diferenciar les persones que li són properes de les desconegudes. Cap als set mesos és capaç d'identificar el seu nom quan li diuen. Als nou mesos la seva comprensió del llenguatge ha augmentat significativament, vora els 10 mesos l'infant ja és capaç d'imitar alguns gestos (fer adeu amb la mà, per exemple).
Al voltant del primer any el nen o nena ja pot demostrar sentiments de por, afecte, còlera, gelosia i simpatia. Durant el segon any l'infant desenvolupa una gran curiositat per tot el que l'envolta, imita actes que veu fer a altres i reacciona tímidament davant persones estranyes. A l'entorn dels tres anys es comença a rebel·lar quan hi ha alguna cosa que no li agrada i és egocèntric.

### El llenguatge
Durant el primer mes de vida, el llenguatge que presenta el nadó és el plor, tot i que pot emetre algun so gutural. Posteriorment i fins als 4 mesos, somriu i emet sons anomenats balboteig que no tenen en un principi cap significat i que són l'avantsala al llenguatge normal.
Al voltant dels set o vuit mesos comença a articular alguns sons, monosíl·labs que escolta del món que l'envolta, sense cap significat per a ell i que després anirà repetint (pa, ma...). Cap a l'any, l'infant escolta amb més interès i repeteix les paraules que li diuen les persones més properes. A més, en aquesta edat les vocalitzacions augmenten i ja pot articular dues o tres paraules amb significat. A l'any i mig l'infant haurà generat la capacitat de lligar dues o tres paraules amb significat i tindrà la capacitat de comprendre, obeir i executar ordres senzilles.
Pel que fa al vocabulari, durant el segon any passa d'unes 5 o 6 paraules al començament a unes tres-centes a quatre-centes paraules al final d'aquest període.
Etapes del llenguatge
- Balboteig.
- Període holofràstic: en els últims mesos del primer any, l'infant utilitza frases d'una única paraula i utilitza onomatopeies per referir-se a diferents elements del seu entorn.
- Etapa del "què és això?": cap a l'any i mig entra en una etapa que es caracteritza per les preguntes sobre curiositats que fan referència al seu entorn; l'infant ha començat a unir dues paraules i entra en una nova etapa del llenguatge expressiu (inicialment telegràfic). Cap al final dels dos anys, l'infant ja utilitzarà frases de tres paraules.

El vocabulari de l'infant va augmentant progressivament i als tres anys arribarà a unes 1.000 paraules. La comprensió del llenguatge va augmentant. Serà capaç d'entendre ordres amb diferents verbs, podrà comprendre els plurals, apareixeran els articles, els adverbis. Les frases seran curtes, però amb l'ús de nom més verb o adjectiu, i podrà mantenir converses amb altres persones més o menys llargues.

### El dibuix: estadis gràfics
Segons Lowenfeld, els estadis del grafisme infantil es poden dividir en cinc grans etapes: l'estadi del gargot, l'etapa preesquemàtica, l'etapa esquemàtica, l'etapa de la colla i l'etapa pseudonaturalista.
Etapa del gargot (2-4 anys)
- Gargot desordenat

Aquesta etapa comprèn habitualment dels 2 als 2 anys i mig. Els infants dibuixen sense control, se surten del paper, sovint dibuixen sense mirar i no solen estar molta estona dibuixant (no cal forçar-los). Pinten sense control perquè el moviment els ve des de l'espatlla i no controlen gaire la motricitat. És per això que és bo donar-los-hi papers blancs i grans (perquè no els distregui el color del paper i per evitar que se surtin tant). També els va bé dibuixar a terra (per estar ells també dins del dibuix, tot i que més endavant se'ls hi pot enganxar un paper d'embalar a la paret perquè dibuixin de peus.
- Gargot controlat

Aquesta etapa sol comprendre dels 2 anys i mig als 3 anys i mig. En aquest estadi, l'infant ja s'adona que si atura el moviment el dibuix s'atura, que si gira la mà apareix una rodona, etc. Descobreix el control visual sobre els traçats que realitza. Ja té més control motriu. Els seus dibuixos repeteixen i cada vegada omple més l'espai. Pot tancar línies aconseguint formar cercles (cap als tres anys), tot i que els quadrats i els rombes els costen molt. Les seves línies són cada cop més llargues, cada vegada tracta d'utilitzar més colors i els dibuixos duren més estona.
- Gargot amb nom

Sol succeir-se dels 3 anys i mig als quatre. Els infants ja posen nom a allò que dibuixen i ho anomenen mentre pinten. Els seus dibuixos reflecteixen el seu desenvolupament motor i cognitiu. El dibuix es converteix en un joc, en un element social d'interacció (fins i tot solen encomanar-se entre ells de la temàtica i la forma de dibuixar). Un altre tret característic d'aquesta etapa és que comencen a dibuixar conceptes no visuals (el soroll, el fred, la pressa...). Solen moure força el full mentre dibuixen, els seus dibuixos no tenen "dalt i baix".
Etapa preesquemàtica (4-7 anys)
En aquesta etapa els infants comencen a dibuixar el cos i ho fan en el següent ordre:
- El primer que dibuixen és una rodona que representa el cap (etapa dels capgrossos).
- Fan dos pals que surten cap a baix del cap, que són les cames.
- Més endavant fan les dues mans que surten del cap, una per cada banda.
- I, per acabar, fan una ratlla entre les cames.

Primer dibuixen la part del cap perquè hi són els sentits (ulls, boca, nas, orelles...), i després les cames perquè és tot allò que els dona llibertat a l'hora de moure's per l'espai i agafar autonomia.
Al voltant dels quatre anys l'infant aconsegueix moure el canell i el polze amb força autonomia. Això li permetrà fer dibuixos que esdevindran formes gràfiques que representaran figures reals o de ficció. En aquesta fase nens i nenes dibuixen formes relacionades amb l'entorn i les seves representacions comencen a ser identificades per l'adult. Els primers dibuixos evolucionen al llarg dels quatre, cinc i sis anys, edats que impliquen aquesta etapa preesquemàtica en què el tret més important és l'aparició de la figura. Les figures neixen d'un perfeccionament de les formes i d'un millor sentit estètic. És una etapa en què es poden observar grans salts qualitatius pel que fa a la figura humana i els objectes. Un dels temes preferits és la figura humana, anomenada també capgrossos, atesa la grandària del cap. Arriba un moment en què l'infant intenta representar el moviment. És evident que un infant de quatre anys sap més del seu cos d'allò que manifesta en el dibuix. Això vol dir que els dibuixos són essencialment un llenguatge icònic amb més dificultats d'adquisició i evolució que el llenguatge verbal. En aquesta etapa l'infant comença a distribuir l'espai en funció de la importància que doni als objectes representats. I un tret que es repeteix és que tant les persones com els objectes floten. Els colors escollits no es corresponen amb la realitat, sinó que els tria en funció del gust personal o simplement dels que tingui més a mà.
Etapa esquemàtica (7-9 anys)
En aquest moment el nen o nena arriba a un coneixement prou important sobre ell mateix i sobre el seu cos. Acostumen a agafar un model, és a dir, dibuixen tots els homes iguals i totes les dones iguals, l'únic que canvia n'és la mida. Comencen a dibuixar les noies amb faldilla amb forma de triangle. Exageren en el dibuix allò que veuen més important, en la majoria de casos vivències momentànies. Per tant, podem dir que dibuixen amb proporcions emocionals. Per això, és important no corregir les proporcions. Ja relacionen els colors amb la realitat. Com que s'adonen que formen part d'un ambient deixen de veure's com a centre del seu món i ja no es dibuixen al centre del full. Per tant, ja comencen a organitzar l'espai fent línia de terra i de cel. Però entre el cel i el terra no pinten, perquè és espai buit, aire i això no té color. Fan els dibuixos com si tinguessin una visió de raigs X, per exemple, fan les cases sense parets, destacant-ne el de dins. Dibuixen tot el que saben. També dibuixen amb abatiment, és a dir, dibuixen tots dos costats perquè els coneixen, però sense perspectiva. Per entendre el dibuix hauríem de doblegar el full pel mig. Un altre recurs que utilitzen és el pla d'elevació: en el dibuix barregen dos punts de vista perquè volen dibuixar tot el que saben, però encara no dominen la tècnica de la perspectiva. En aquesta etapa l'adult és més important que els amics. No és fins al final d'aquesta etapa que comença a descobrir els amics. Per motivar l'infant a dibuixar hem de donar-li temes d'acció i lloc per tal que comencin a descriure perfectament allò que volen fer i mostrar.
Etapa de la colla (9-12 anys)
Durant aquesta etapa l'infant descobreix que és membre de la societat i per això comença a pensar en temes socials; tenen molt en compte les opinions dels altres. Es produeix una independència social i es poden veure diferenciats grups de nens i nenes.
Pel que fa al dibuix destaquen aquestes característiques:
- Figura humana: comencen a veure que l'esquema que feien se'ls queda petit. Dibuixen el cos com un tot i comencen a fer-ne molts detalls, tot el que saben ho dibuixen. Segons Lowenfeld, s'interessen tant en la descripció de les característiques que els dibuixos tornen a ser rígids.

- Espai: està caracteritzat pel descobriment del pla, abandonen la línia de terra.

Es dona la idea de superposició, s'adonen que hi ha cossos opacs que amaguen el que tenen darrere. Ho pinten tot. Es nota la socialització, és el moment idoni per treballar en equip. Són molt realistes.
- Color: comencen a distingir els matisos dels colors.

Etapa pseudonaturalista (12-14 anys)
Durant aquesta etapa el nen o nena vol ser més fidel a la realitat. Vol fer el dibuix com si fos una fotografia: es fixen en l'anatomia humana i, fins i tot, comencen a incloure trets sexuals. Comencen a tenir consciència de les llums i les ombres.
El producte final té més importància que abans. En aquesta etapa apareix la perspectiva, tot i que no l'han estudiada i s'enfronten a una representació que no els han ensenyat.
El desenvolupament artístic del dibuix continuarà en la mida en què el nen hi estigui interessat, però n'aprendran més si se'ls estimula.

## Desenvolupament cognitiu i sensorial
Segons Jean Piaget, en el desenvolupament cognitiu trobem quatre etapes: la primera comprèn el període de zero a dos anys i es caracteritza per la intel·ligència sensoriomotriu; la segona etapa, dels dos als sis-set anys, es caracteritza per la intel·ligència preoperativa; la tercera és l'operativa concreta; i la darrera és l'operativa formal.
- Període sensoriomotriu:

Comença amb el desenvolupament dels reflexos innats i va avançant cap a les conductes imitatives, passant per les conductes repetitives. La manipulació d'objectes permet a l'infant desenvolupar el sentit de causa-efecte. La solució dels problemes es troba, gairebé sempre, per assaig-error i al final d'aquesta etapa l'infant posseeix les primeres representacions mentals i s'adona de la permanència dels objectes.
- Període de la intel·ligència preoperativa:

els nens i nenes utilitzen representacions mentals com les paraules, dibuixos, imatges mentals... El pensament és profundament egocentrista. La seva funció simbòlica es manifesta per les imatges mentals, el joc simbòlic, el dibuix i el llenguatge.
Els sentits es van desenvolupant a velocitats diferents. La vista està bastant desenvolupada en néixer, entre els 4 i 6 mesos el nadó ja té una visió binocular i, aproximadament cap a l'any, l'infant tindrà plena capacitat visual.
Després del naixement els òrgans auditius ja estan completament desenvolupats i l'agudesa auditiva és gairebé la d'un adult. Aquest fet permet al nadó reaccionar als estímuls sonors que l'envolten i diferenciar perfectament la veu de sa mare respecte a la de les altres persones.
El sentit de l'olfacte als 4 o 5 anys desenvolupa la resposta socialment apropiada a les olors. En canvi, el gust i el tacte sí que són sentits que estan desenvolupats en néixer i l'infant sabrà diferenciar entre els sabors dolços i els àcids, i també sabrà reaccionar davant del dolor, del fred o de la calor.

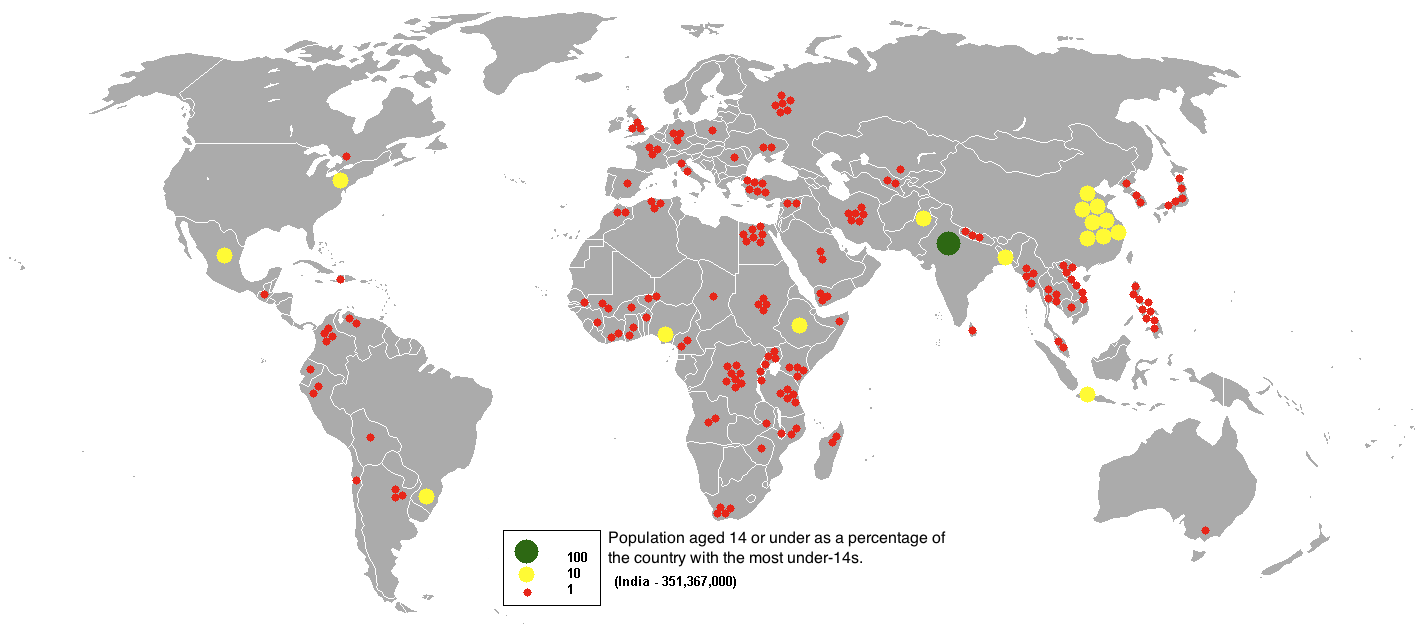
Mapa que mostra la població menor de 15 anys, dels diferents estats, el 2005

## Infant
Un nen/a, nin/a, xiquet/a o boix/a és, des del punt de vista del desenvolupament psicobiològic, tota criatura humana que no ha arribat a la pubertat. Com a sinònim d'infantil o pueril, el terme s'aplica a qui no és considerat un adult. També el terme s'aplica a qui, prèvia a l'adolescència, viu la seva infantesa.
En funció de la seva evolució psicoafectiva, psicomotriu i cognitiva, als nounats durant la primera etapa de la vida se'ls denomina comunament nadons per a distingir-los dels que han arribat a una certa autonomia. En termes generals —o jurídics— un nen o nena és tota persona menor d'edat.
La Convenció sobre els drets de l'infant, en vigor des del 2 de setembre del 1991, assenyala que "s'entén per nen o nena tot ésser humà menor de divuit anys, excepte que, en virtut de la llei que li sigui aplicable, hagi arribat abans a la majoria d'edat". Les edats considerades fluctuen segons el context, tot i que el terme «infant» sol usar-se per a designar els menors d'onze anys, i s'anomena preadolescents o adolescents els qui ja han superat aquesta edat.
El Dia de l'infant se celebra anualment el 20 de novembre.

## Definició legal d'infant
La Convenció sobre els drets de l'infant, en vigor des del 2 de setembre del 1990, assenyala que "s'entén per nen o nena tot ésser humà menor de divuit anys, tret que, en virtut de la llei que li sigui aplicable, hagi arribat abans a la majoria d'edat". Les edats considerades fluctuen segons el context, encara que el terme nen o nena sol emprar-se per a designar als menors, d'entre 12 a 14 anys, i s'anomenen joves o adolescents els qui han superat aquestes edats.
La idea d'infant, com el concepte d'infància, varia considerablement al llarg de la història i en les diverses societats i cultures.